# Phare de Galinhos
Le phare de Galinhos (en portugais : Farol da Galinhos) est un phare situé sur la plage au nord de Galinhos, dans l'État du Rio Grande do Norte - (Brésil).
Ce phare est la propriété de la Marine brésilienne et il est géré par le Centro de Sinalização Náutica e Reparos Almirante Moraes Rego (CAMR) au sein de la Direction de l'Hydrographie et de la Navigation (DHN).

## Historique
Ce phare est une tour cylindrique métallique de 13 m de haut, avec une petite lanterne sur la galerie. Il est posé sur un socle en béton qui est submergé à marée haute. L'édifice est peint en blanc avec une bande horizontale rouge. Il est situé à 25 km à l'ouest de Caiçara do Norte.
Il émet, à une hauteur focale de 14 m, un éclat blanc toutes les 10 secondes. Sa portée est d'environ 22 kilomètres.
Identifiant : ARLHS : BRA036 ; BR0980 - Amirauté : G0158 - NGA : 110-17828.

## Caractéristique dufeu maritime
- Fréquence sur 10 secondes :
  - Lumière : 1 seconde
  - Obscurité : 9 secondes

|          |
| Le phare |